# Unterwelt der griechischen Mythologie

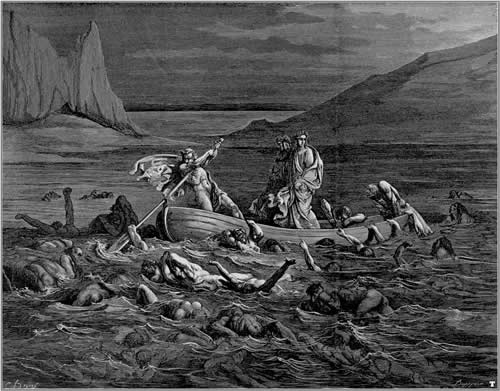
Fahrt über den Styx (Radierung von Gustave Doré von 1861)

Die Unterwelt der griechischen Mythologie kennt zwei Namen, die zugleich auch die sie beherrschenden Götter benennen: Erebos und Hades. Bei Hades ist die Bezeichnung für das Reich der Unterwelt älter als die Gottheiten.
Mit Hilfe des Fährmannes Charon, dem Empfang der Begräbnisriten und einer Geldmünze, dem sogenannten Obolus unter der Zunge, kann der Fluss Styx oder Acheron, der die Ober- von der Unterwelt trennt, überquert werden. Andere Flüsse, die das Totenreich umgeben, sind Kokytos, Pyriphlegethon, der Lethestrom und der vom Acheron gebildete Acherusische See. Sollten die Verstorbenen den Obolus nicht bezahlen können, würden ihre Seelen hundert Jahre an den Ufern des Flusses umherflattern, bis ihnen Charon die Überfahrt erlaube.
Eine Kluft oder eine Höhle bildet den Eingang zum Totenreich. Er befindet sich entweder am Ende der Welt am Ufer des Okeanos, am Kap Tenaro, im Land der Kimmerer oder im Hain Persephones. Dort stürzen die Fluten des Flammenflusses Pyriphlegethon und des Kokytos in die Tiefe. Kerberos, der dreiköpfige, schlangenhaarige oder -schwänzige Höllenhund, bewacht den Eingang zum Hades und sorgt dafür, dass kein Lebender die Unterwelt betritt und kein Toter sie verlässt.

## Totengericht, Elysion und Tartaros
Nach ursprünglicher griechischer Auffassung war der Hades allen Sterblichen gleichermaßen bestimmt: hochrangig oder gering, gut oder schlecht. Sie lebten dort nicht weiter, sondern existierten als scheue Schatten in einer Art Dämmerzustand. Der Hades blieb nur sehr wenigen, auserwählten Menschen erspart – sie wurden vergöttlicht und zu den Göttern auf den Olymp gesellt. Ein Beispiel dafür ist Herakles.
Nach späteren Vorstellungen entschieden die Totenrichter Minos, Rhadamanthys und Aiakos nach dem Tod über das Schicksal der Seele, und zwar auf der mit Asphodelos (laut Zekert Weißer Affodill) bewachsenen Wiese im Hades.
Die meisten Seelen gingen in die, von der Lethe (Strom des Vergessens) umflossenen, elysischen Gefilde ein, wo sie sich entweder als Schatten schmerzlos, aber auch freudlos auf der Asphodeloswiese (ἀσφοδελὸς λειμών asphodelós leimṓn) aufhielten oder in ewiger Glückseligkeit im Elysion existierten.
Nach einer anderen, mindestens ebenso alten Vorstellung befand sich das Elysion in weiten Fernen jenseits des Okeanos, auf den Inseln der Seligen.
Die Frevler aber wurden in den Tartaros gestoßen, die tiefste Region und von unheimlichen Gestalten bewohnt. Diejenigen, die schwere Verfehlungen gegen die Götter begangen hatten, sollten hier ewige Qualen erleiden. Der Bereich ist von einer ehernen Mauer und dem Flammenfluss Pyriphlegethon umgeben und dient Zeus als Gefängnis für Missetäter und Gottesfrevler. Zu diesen Bewohnern der griechischen „Hölle“ zählen:
- die Danaiden
- die Aloiden
- Ixion
- Peirithoos
- Sisyphos
- Tantalos
- Tityos
- Oknos
- Arke
- Phlegyas[4]
- Salmoneus[5]
- einige Titanen

## Unterweltsmythen

### Persephone

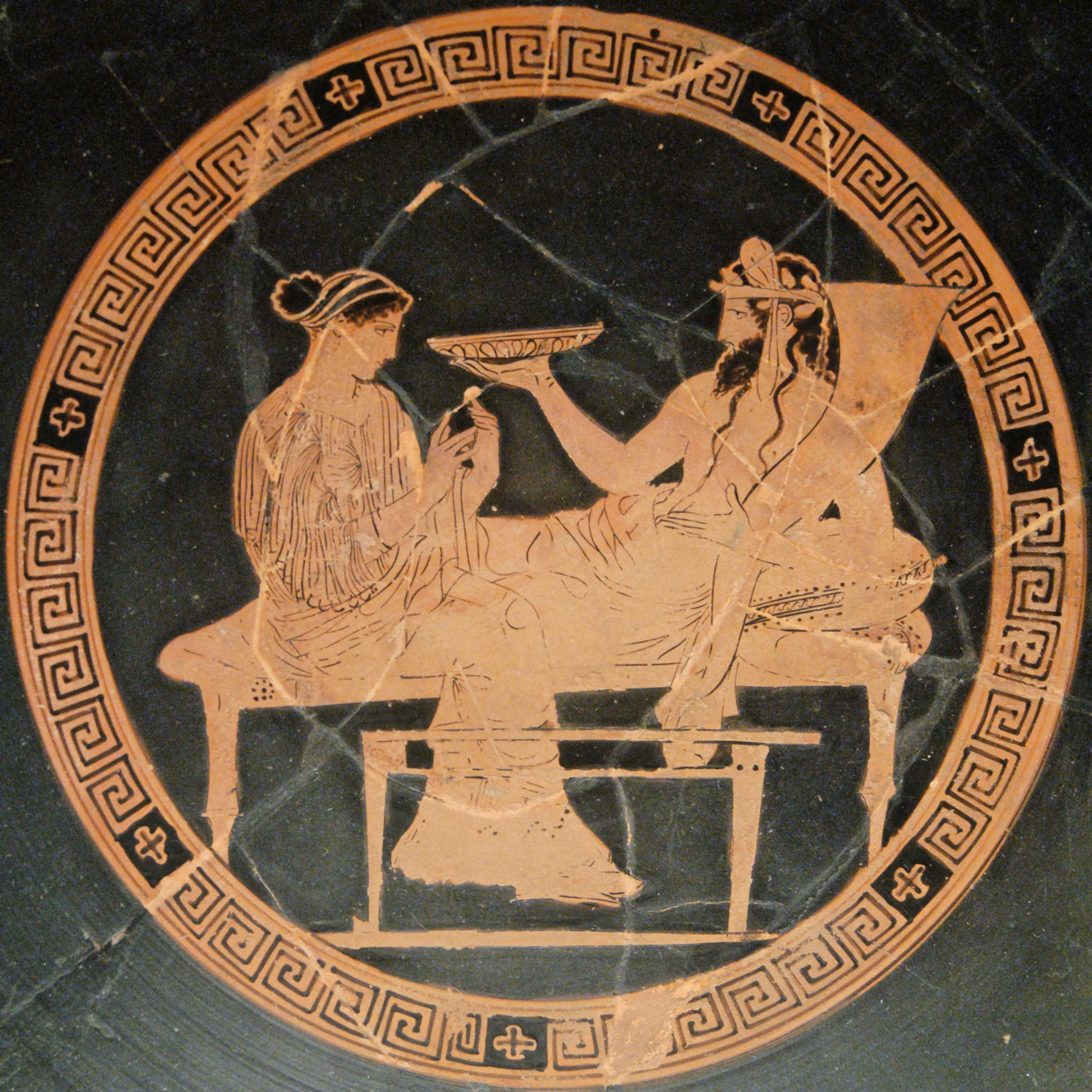
Persephone und Hades. Tondo einer attischen Kylix, ca. 440–430 v. Chr. Wahrscheinlich aus Vulci.

Mit der Einwilligung des Zeus raubte Hades die junge Persephone und machte sie zu seiner Gattin. Ihre Mutter Demeter war darüber so betrübt, dass sie vergaß, das Getreide wachsen zu lassen. Zeus versuchte erst, Persephone zu befreien; da diese bereits von jenen Früchten, die eine Rückkehr aus der Unterwelt verwehren, gekostet hatte, musste sie in der Unterwelt bleiben. So wurde die Vereinbarung geschlossen, dass Persephone neun Monate des Jahres auf der Erde weilen durfte und die drei Wintermonate bei Hades in der Unterwelt verbringen musste.

### Orpheus und Eurydike
Orpheus, der berühmte Sänger, stieg in den Hades hinab, um seine geliebte verstorbene Frau Eurydike zu befreien. Mit seinem Gesang konnte er Charon, den Fährmann an der Styx, dazu bewegen, ihn mit in die Unterwelt zu nehmen. Dort traf er auf Eurydikes Seelenschatten und bat den Gott Hades, sie wieder mit in die Oberwelt nehmen zu dürfen. Es wurde Orpheus gestattet, jedoch unter der Bedingung Persephones, dass er vor Eurydike her gehe und sich unter keinen Umständen nach ihr umschauen dürfe, bis sie wieder in die Oberwelt zurückgekehrt seien. Orpheus war bestrebt, den Aufstieg so schnell wie möglich zu machen, doch begann er sich zu fürchten, Eurydike könnte vielleicht nicht Schritt halten. Er haderte mit sich und sah sich um. Eurydike war in Schattengestalt hinter ihm. Sie musste ihn sofort verlassen und endgültig in die Unterwelt zurückkehren. Nach anderer, von antiken Bildwerken gestützter, Vorstellung berührte Eurydike den Orpheus, sodass er sich erschrocken umsah.

### Theseus und Peirithoos
Hades hielt Theseus und Peirithoos gefangen, die geschworen hatten, Töchter des Zeus zu heiraten. Theseus wählte Helena und gemeinsam entführten sie das Mädchen und beschlossen, sie solange festzuhalten, bis sie im heiratsfähigen Alter war. Peirithoos hatte sich vorgenommen, die Persephone aus der Unterwelt zu rauben. Sie ließen Helena bei Theseus’ Mutter Aithra und Peirithoos stieg, von Theseus begleitet, zur Unterwelt hinab. Hades täuschte ihnen Gastfreundschaft und ein Fest vor – sobald die Ermüdeten sich aber niederließen, umwickelten Schlangen ihre Füße und hielten sie dort gefangen. Wegen dieses frechen Unterfangens fesselte sie der Gott der Unterwelt an einen Stein.

### Herakles
Um als letzte der zwölf Arbeiten für Eurystheus den Höllenhund Kerberos aus der Unterwelt zu holen, ließ sich Herakles zunächst vom Priester Eumolpos in die Mysterien von Eleusis, einem Demeter-Kult, einweihen. Er begann nach Opferungen und der Entsühnung der Morde an den Zentauren den Abstieg in den Hades im taenarischen Vorgebirge. Sogar in der Unterwelt flohen die toten Seelen vor dem Heros, der mit seinem Knüppel nach der Medusa und dem Meleager schlug, bis ihm Hermes mitteilte, er übe nur Schattenkampf. Athene und Hermes halfen ihm auf dem Weg durch den Hades hin und zurück.

„Ganz nahe zu den Pforten des Hades gekommen, erblickte er seine Freunde Theseus und Peirithoos...
Als beide den befreundeten Halbgott erblickten, streckten sie flehend die Hände nach ihm aus...
Den Theseus ergriff auch Herakles wirklich bei der Hand, befreite ihn von seinen Banden...
Ein zweiter Versuch, auch den Peirithoos zu befreien, mißlang, denn die Erde fing an, ihm unter den Füßen zu beben...
Am Tore der Totenstadt stand der König Pluton und verwehrte ihm den Eintritt. Aber das Pfeilgeschoß des Heroen durchbohrte den Gott an der Schulter, daß er Qualen der Sterblichen empfand und, als der Halbgott nun bescheidentlich um Entführung des Höllenhundes bat, sich nicht länger widersetzte. Doch forderte er als Bedingung, daß Herakles desselben mächtig werden sollte, ohne die Waffen zu gebrauchen, die er bei sich führe“

Hades musste zusehen, wie Herakles eine seiner Kühe schlachtete und mit dem Blut der Seele des Theseus neue Kraft einhauchte. Theseus entkam daraufhin der Unterwelt. Auch holte Herakles Alkestis, die Gattin des Königs Admetos, aus dem Hades zurück. Einen hilfreichen Bedienten des Hades, den Hirten Menoites, erwürgte Herakles beinahe, hätte Persephone den Halbgott nicht besänftigt, ehe dieser mit dem Kerberos durch die Höhle Acherusia abzog und die letzte seiner Aufgaben bestand.

## Chthonische Götter
Nicht unbedingt als Teil eines von Seelen bewohnten Jenseits, sondern als Bewohner einer Unterwelt im Sinn einer unterirdischen Welt unter der Erde wurden die sogenannten chthonischen Götter, Dämonen und Ungeheuer gedacht:
- Chimaira
- Echidna
- Empusa
- Erinnyen (lateinisch Furien) „die Rachegöttinnen“
- Gorgonen
- Harpyia
- Hekate
- Hekatoncheiren
- Hydra
- Hypnos „der Schlaf“
- Thanatos „der Tod“
- Erebos (lateinisch Erebus)